# Tungsten (Nordwest-Territorien)

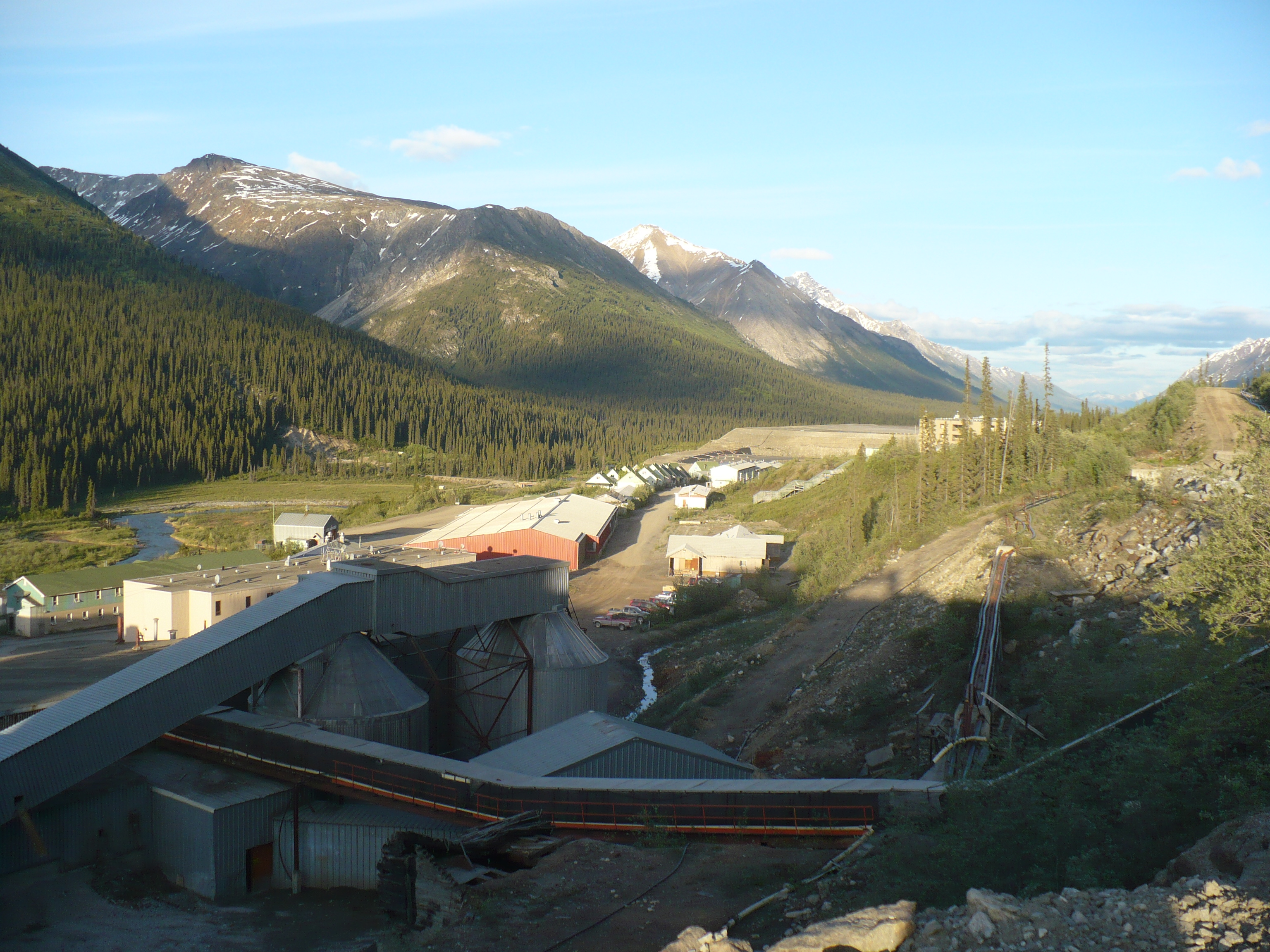
Tungsten (2008)

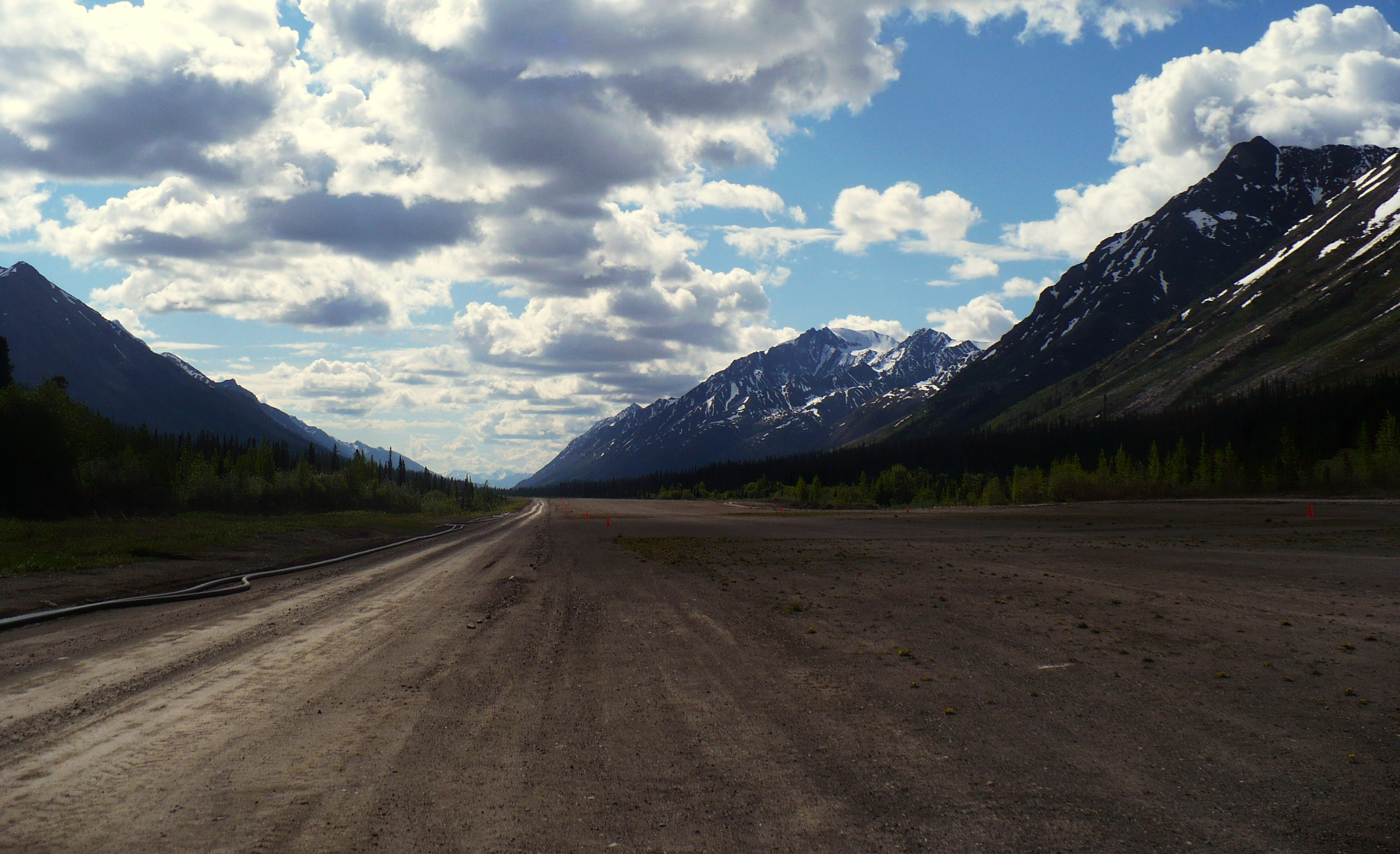
Tungsten Cantung Airport (2008)

Tungsten ist eine unselbständige Siedlung (unincorporated place) in der Dehcho Region der kanadischen Nordwest-Territorien.
Tungsten liegt ca. 200 km nördlich von Watson Lake in den Mackenzie Mountains, zwischen dem Nahanni-Nationalpark im Osten und der Grenze zum Yukon-Territorium im Westen.
Die Siedlung ist nur über eine Allwetterstraße an das kanadische Straßennetz angeschlossen. Ca. 1 km südöstlich von Tungsten befindet sich ein kleiner Landeplatz (Tungsten Cantung Airport).
Tungsten wurde im Jahr 1961 gegründet. Im Jahr 1962 wurde der Tungsten-Tagebau (Cantung Mine) eröffnet. Im Jahr 2003 wurde die Mine geschlossen, um dann im Jahr 2005 wieder eröffnet zu werden. Der Betreiber der Cantung Mine, North American Tungsten, musste 2015 Konkurs anmelden und in der Folge davon wurde die Mine geschlossen. 2017 bestand zeitweise die Hoffnung die Mine zum Abbau von Lithium nutzen zu können.